# 10918 Kodaly
10918 Kodaly è un asteroide della fascia principale. Scoperto nel 1998, presenta un'orbita caratterizzata da un semiasse maggiore pari a 3,1073495 UA e da un'eccentricità di 0,1457736, inclinata di 2,91382° rispetto all'eclittica.